# Shrek Forever After (игра)
«Шрек навсегда» (Shrek Forever After, также известная как Shrek 4 и Shrek Forever After: The Final Chapter) — приключенческий экшн. Сюжет создан по мотивам мультфильма с одноимённым названием. Игра была выпущена 18 мая 2010 года в Северной Америке. Русской локализацией игры занималась компания «1С».

## Геймплей
Игра основана на фильме «Шрек навсегда». Игроки могут играть за Шрека, Фиону, Осла и Кота в сапогах. Доступен мультиплеер, поддерживающий до четырёх игроков. Герои могут путешествовать по различным мирам и решать головоломки.

## Оценки и мнения
| Сводный рейтинг    | Сводный рейтинг | Сводный рейтинг | Сводный рейтинг | Сводный рейтинг | Сводный рейтинг | Сводный рейтинг |
| Издание            | Оценка          | Оценка          | Оценка          | Оценка          | Оценка          | Оценка          |
| Издание            | DS              | iOS             | PC              | PS3             | Wii             | Xbox 360        |
| ------------------ | --------------- | --------------- | --------------- | --------------- | --------------- | --------------- |
| GameRankings       | 87 %            | 55 %            | N/A             | 63,75 %         | 63,75 %         | 65,47 %         |
| Metacritic         | 71/100          | 60/100          | 56/100          | 57/100          | 57/100          | 62/100          |
| Иноязычные издания |                 |                 |                 |                 |                 |                 |
| Издание            | Оценка          | Оценка          | Оценка          | Оценка          | Оценка          | Оценка          |
| Издание            | DS              | iOS             | PC              | PS3             | Wii             | Xbox 360        |
| IGN                | N/A             | 6/10            | N/A             | N/A             | N/A             | N/A             |
| OXM                | N/A             | N/A             | N/A             | N/A             | N/A             | 6/10            |

Игра получила смешанные отзывы от прессы и критиков. Gaming Nexus сделал вывод, что Shrek Forever After ориентирована на семью; приключенческая игра, которая прилипает к форме жанра от начала до конца. Младшие игроки полностью насладятся приключениями, а старшие игроки не будут сильно раздражены необходимостью либо смотреть, либо играть вместе. IGN оценил iOS-версию игры в 6 баллов из 10.